# Язлівчицька сільська рада
Язлівчицька сільська рада — орган місцевого самоврядування у Бродівському районі Львівської області. Адміністративний центр — село Язлівчик.

## Загальні відомості
Язлівчицька сільська рада утворена в 1939 році.

## Населені пункти
Сільській раді підпорядковані населені пункти:
- с. Язлівчик
- с. Берлин
- с. Конюшків
- с. Лагодів
- с. Мідне

## Склад ради
Рада складається з 16 депутатів та голови.

### Керівний склад ради
| ПІБ                      | Основні відомості                                                 | Дата обрання | Дата звільнення |
| ------------------------ | ----------------------------------------------------------------- | ------------ | --------------- |
| Фещук Михайло Васильович | Сільський голова, 1959 року народження вища, освіта, безпартійний | 26.03.2006   | 31.10.2010      |
| Фещук Михайло Васильович | Сільський голова, 1959 року народження, освіта вища, безпартійний | 31.10.2010   |                 |

Примітка: таблиця складена за даними джерела